# Alfons Ferdinand Šťastný

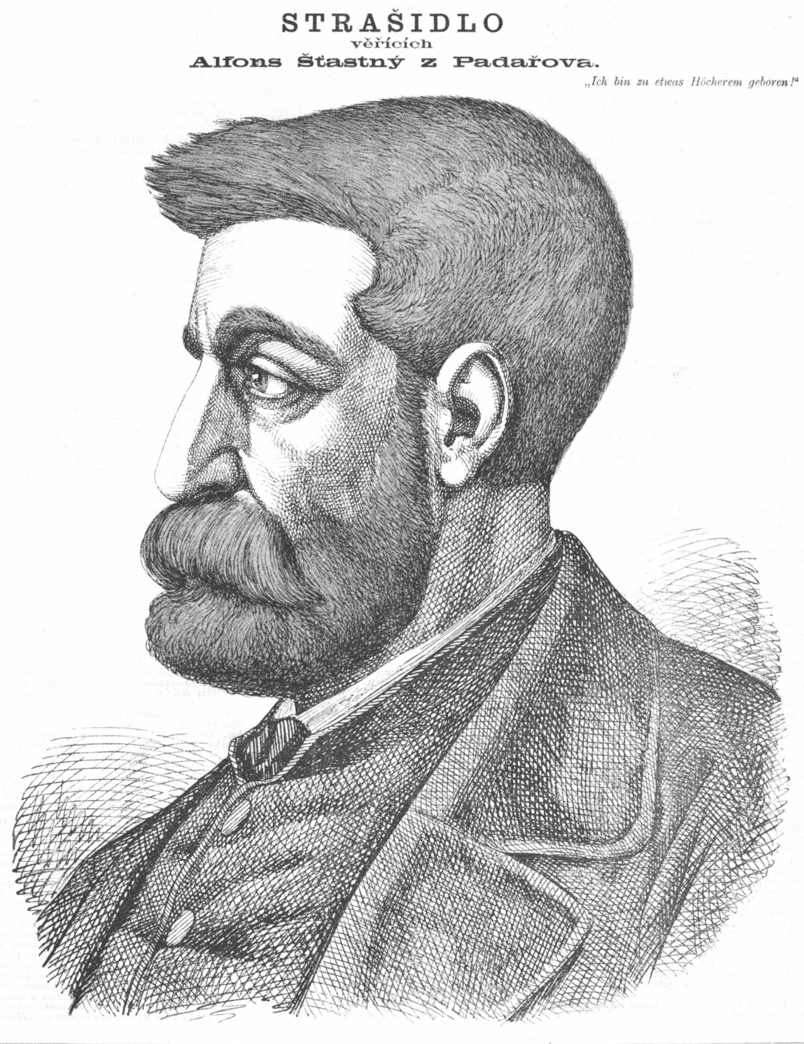
Strašidlo věřících – Alfons Šťastný z Padařova (Humoristické listy, 1874)

Alfons Ferdinand Šťastný (18. dubna 1831 Štěkeň – 8. listopadu 1913 Padařov) byl český statkář, filosof a politik, propagátor ateismu a myšlenkový zakladatel agrárního hnutí v Čechách.
V roce 1855 byl nucen přerušit univerzitní studia a převzít po zemřelém bratrovi vedení rodinného statku v Padařově u Tábora. Veřejně na sebe upozornil v roce 1869, kdy demonstrativně vystoupil z katolické církve na protest proti rozhodnutí biskupa Jirsíka o přeložení místního kaplana. V 70. letech 19. století vydal s velkým ohlasem několik publikací, v nichž popíral základní principy křesťanství a kritizoval úzké propojení církve a státu. Založil proticírkevní spolek „Přátelé svobody svědomí“. Roku 1874 se podílel na založení mladočeské strany. Na její půdě i mimo ni usiloval o zlepšení poměrů rolnictva. Když získal dojem, že mladočeské vedení nemá o venkovskou problematiku dostatečný zájem, založil v 90. letech Českomoravskou stranu hospodářskou, za kterou byl dvakrát zvolen do českého sněmu. Vlastním nákladem vydával Selské noviny. Snil o evropské unii a jednotném celosvětovém jazyku. Svými názory i osobními vlastnostmi řadu venkovanů odpuzoval, nestal se jednotící postavou a v praktické politice se nakonec prosadili jiní. Za první Československé republiky byl připomínán jako patriarcha a zakladatel českého agrarismu. Tomáš Garrigue Masaryk ho považoval za typického představitele svobodomyslnosti.

## Život

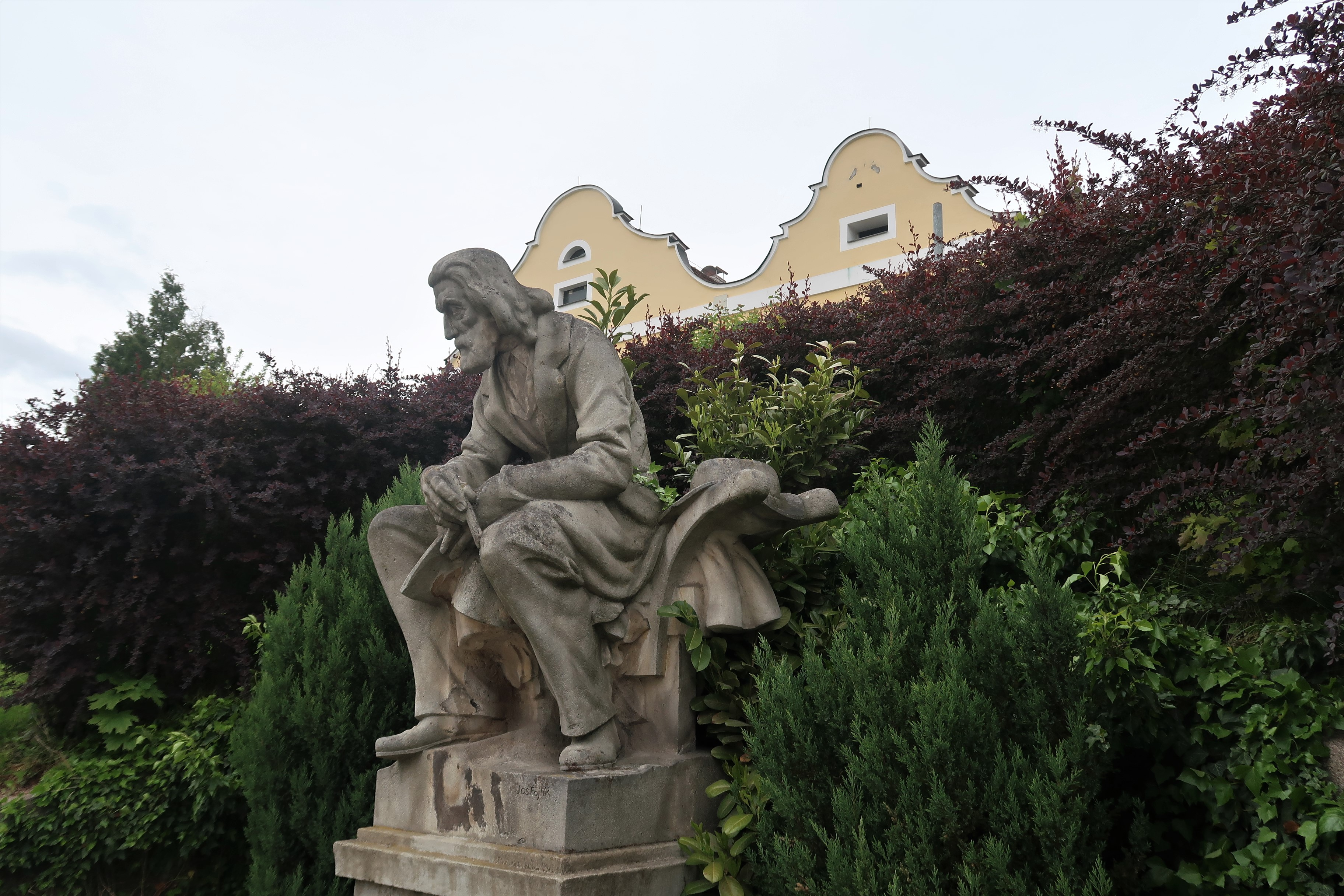
Socha A. F. Šťastného v rodné Štěkni

### Mládí
Jeho otec byl židovský obchodník se střižním zbožím Jakub Rosenauer. Roku 1804 se nechal se svoji matkou Annou Rosenauerovou pokřtít a při té příležitosti přijal jméno Antonín Šťastný. Alfons navštěvoval obecnou školu v Praze, poté na Plzeňsku absolvoval ranhojičský kurs a dále studoval souběžně na gymnáziu a technické škole ve Vídni. V letech 1853–1856 byl zapsán na pražské lékařské fakultě, ale roku 1855 zanechal studií a ujal se vedení rodinného statku v Padařově, kde hospodařil do konce života. V letech 1863 a 1864 se znovu zapsal na univerzitu, ale studium ze zdravotních důvodů nedokončil.

### Spor s církví
V 70. letech 19. století se stal významným kritikem katolické církve a náboženství obecně. Jeho prvním projevem byl otevřený dopis budějovickému biskupovi J. V. Jirsíkovi z listopadu 1869, v němž oznámil vystoupení z církve kvůli (podle něho) nespravedlivému přeložení dosavadního jistebnického kaplana do jiné obce. Přidala se k němu i manželka a tři další rodiny. Dopis okamžitě vyvolal negativní ohlas; například redaktor jihočeského listu Budivoj se pozastavoval nad tím, že tak zásadní životní rozhodnutí učinil jen ze zlosti nad jednotlivou křivdou a ve snaze potrestat biskupa, nikoliv kvůli nesouhlasu s věroukou; podle něj tím projevil, na jak lehkou váhu bere náboženství.
V 70. letech vydal sedm brožur, v nichž vystupoval proti církevní autoritě. Nesouhlasil s dogmatem o papežské neomylnosti, které bylo v té době přijato; považoval je za projev extrémního centralismu, který na rozdíl od rakouského nebyl omezený žádnou ústavou a vzhledem k úzkému propojení církevní a státní moci se dotýkal všech Čechů včetně nevěřících. Mnohem větší rozruch vyvolal spisem Ježíš a jeho poměr ku křesťanství (1873), v němž mimo jiné popíral božský původ Ježíše Krista. Rouhání v této knize si vysloužilo ostré kritické odsouzení z katolických i nekatolických kruhů a zesměšňování ze strany duchovních i v populárních časopisech. Obdobný ohlas měla i brožura O spasení po smrti.
Roku 1873 převzal od Josefa Baráka řízení časopisu Svoboda, kde mu již dříve vyslovili podporu. Na stránkách Svobody chtěl bojovat proti papežské neomylnosti, ale doktrína byla mezitím přijata a Šťastný se marného úsilí i redaktorského místa vzdal.
Na jaře 1873 uspořádal biskup Jirsík v Jistebnici desetidenní „svatou misii“ na podporu katolické víry, zřejmě i v reakci na veřejná vystoupení „neznaboha z blízka“ (jak označovali Šťastného při kázáních okolní kněží). Naopak Šťastný v únoru následujícího roku založil proticírkevní spolek „Přátelé svobody svědomí“. Jeho stanovy nevyžadovaly ateismus a připouštěly členství katolíků a dalších křesťanů, ale nepovolovaly účast na církevním životě a veřejných náboženských obřadech, jako např. bohoslužbách a poutích. I pohřeb měl mít člen spolku občanský, bez účasti kněze.
V roce 1880 byl vylosován za porotce u soudu v Táboře, odmítl ale jako ateista složit předepsanou přísahu na Boha a výkon funkce mu nebyl umožněn. Odvolací soud toto rozhodnutí potvrdil s argumentem, že občan, který nevěří v Boha, postrádá vlastnosti požadované zákonem pro porotce.

### Politická činnost
Alfons Šťastný se věnoval politice nejprve na místní a regionální úrovni, později přešel k celostátním tématům. Například v letech 1869–1871 jako padařovský starosta bojoval s táborským okresním hejtmanem proti rozdělení obce na dva školní okrsky a proti pokutě, kterou navzdory nevyřešeným otázkám naúčtoval okres obci.
Roku 1874 spoluzakládal mladočeskou stranu. V roce 1888 založil v Písku Zemský spolek politicko-hospodářských malostatkářů s cílem prosazovat zájmy rolnictva v mladočeské straně, čímž opět vyvolal kontroverze. Když o rok později vznikla Selská jednota pro království české, stal se redaktorem jejího listu Selské noviny a v jejich vydávání pokračoval vlastním nákladem až do roku 1912. Zastával se v něm stavovských sociálních zájmů i státních práv Českého království v rámci monarchie. Jeho novinářským stylem se inspiroval například Ignát Herrmann a pozdější šéfredaktor agrárního listu Venkov Josef Vraný.
V září 1890 svolal rakouskou selskou konferenci – schůzku poslanců za venkovské obce Předlitavska. Společně přijali Program rolnictva Rakouska, který měli v říšské radě prosazovat bez ohledu na politickou příslušnost. Alfons F. Šťastný byl hlavním představitelem rolnického hnutí, které v roce 1890 vzniklo ve Vídni.
V 90. letech se jeho názory postupně dostávaly do rozporu s politikou mladočechů. V září 1891 založil Českomoravskou stranu hospodářskou. Otevřeně vystupoval proti mladočeským poslancům (podle vlastních slov je káral a napomínal, aby nepoškozovali stranu), čímž vyvolával spory a mladočeši se od něj při různých příležitostech distancovali. V roce 1895 a 1901 byl za svou stranu zvolen do českého sněmu.
Jeho politické ambice se neomezovaly na zájmy českých rolníků, ačkoliv k nim měl vždy nejblíže. Usiloval určitou dobu také o spojení svobodymyslných Čechů s podobně smýšlejícími Němci, toužil po vytvoření evropské unie s jednotným celním územím a parlamentem a podporoval rozšíření světového jazyka volapük. Prosazoval obnovení státních práv českého království a zastával se i zájmů živnostníků a dělníků. Vyslovil názor, že plat soudního úředníka musí být skvělý, má-li stát mít spravedlivé soudnictví.
Zemřel v 82 letech. Pohřben byl v Jistebnici u kostela, ale u zdi, protože vystoupil z církve. Velkolepého pohřbu se účastnil i Antonín Švehla.

## Odkaz

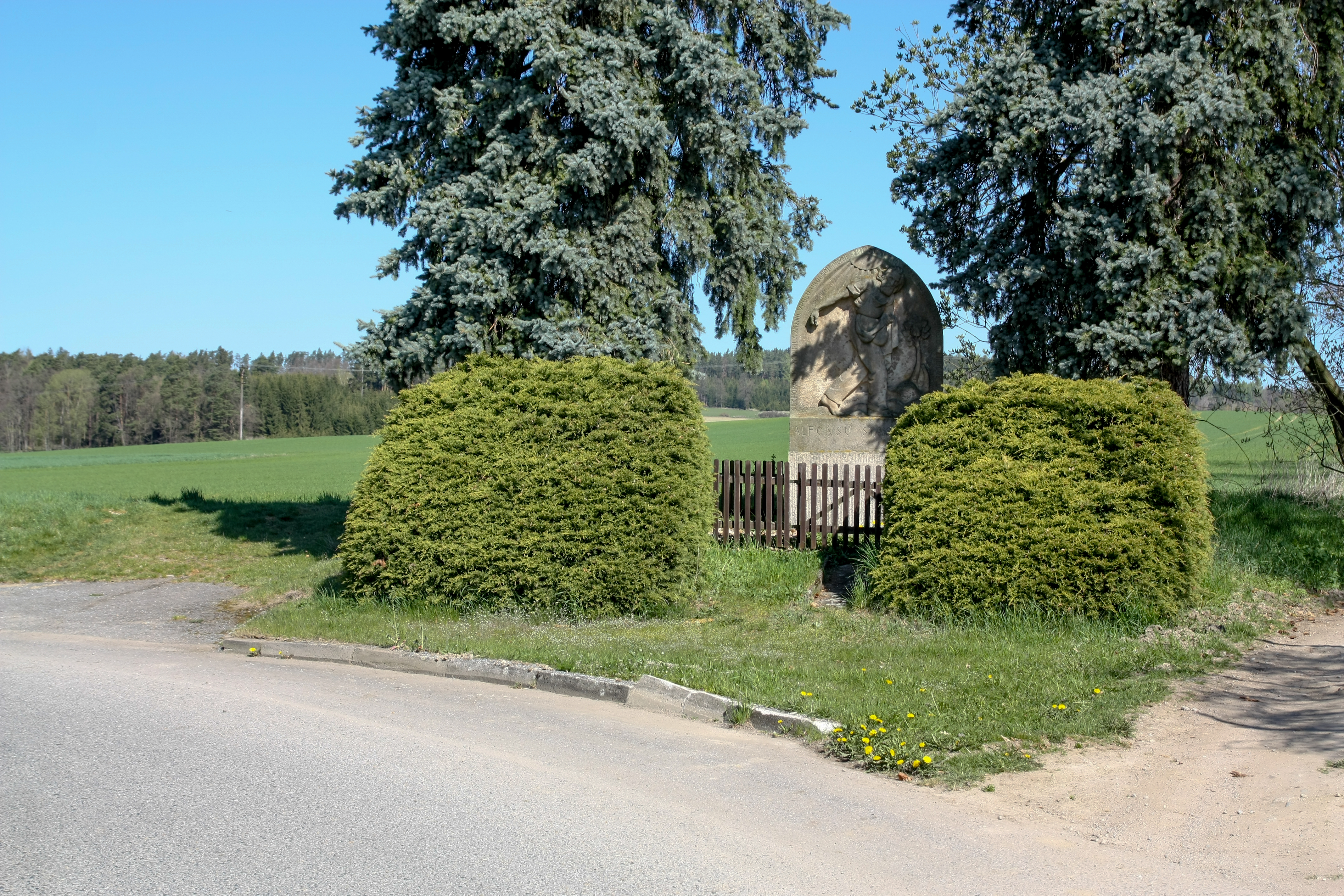
Pomník Alfonsu Štastnému v Padařově

Šťastný byl ve své době výrazným myslitelem a politickým představitelem s řadou příznivců i odpůrců. Formální vysokoškolské vzdělání nedokončil, k většině názorů se propracoval samostudiem a postupem času je měnil. Tomáš Garrigue Masaryk ho považoval za typického představitele svobodomyslnosti. Jeho myšlenky, zejména v náboženské oblasti, byly odvážné obsahem i formou a vyvolávaly senzaci. Ovšem ve veřejném životě byl spíš dogmatik než praktický politik. Osobními vlastnostmi odpuzoval část představitelů rolnictva a nebyl osobou, která by mohla sjednotit venkov. Agrární stranu (proslulou v době první Československé republiky) založili ještě za jeho života jiní, ovšem strana se k jeho odkazu v následujících letech hlásila.
V roce 1923 byl Alfonsi Ferdinandu Šťastnému instalován pomník v Padařově, na severním okraji obce.
Pomník má podobu nahoře zaoblené stély z pískovce. Na pohledové ploše je vytesaný reliéf Rozsévače – zemědělec kráčející po poli přidržující levou rukou podkasanou zástěru s osivem; pravou ruku má napřaženou v pohybu setí. Po obvodu okraje je nápis „Suchopár jsi zkypřil a změnil na údolí, lány zvlnily se jako moře miliony klasů“. Autorem pomníku je sochař Jan Vítězslav Dušek z Tábora (8. 6. 1891 Makov, Jistebnice, † 2. 3. 1966 Tábor).
Dne 30. srpna 1925 za účasti ministerského předsedy Antonína Švehly a ministra zemědělství Milana Hodži byla ve Štěkni na návsi odhalena socha Alfonse Šťastného na památku významného rodáka. Autorem sochy je sochař Josef Fojtík (*9. 8. 1890 Žďáry, † 5. 5. 1966 Praha).  V Padařově na statku byla instalována pamětní deska (1935?).

## Dílo
- O doplnění našeho národního programu (1872)
- Politické strany u nás a jinde (1873)
- Dekret o neomylnosti papeže římského a jeho význam praktický (1873)
- Ježíš a jeho poměr ku křesťanství (1873)
- K otázce školní (1873)
- O spasení po smrti (1873)
- Encyklika a syllabus otce svatého Pia IX. a Encyklika a syllabus syna nové doby (1874)
- O mravnosti rozumové (1874)